# Pouteria rufotomentosa
Pouteria rufotomentosa är en tvåhjärtbladig växtart som först beskrevs av Cyrus Longworth Lundell, och fick sitt nu gällande namn av Terence Dale Pennington. Pouteria rufotomentosa ingår i släktet Pouteria och familjen Sapotaceae. IUCN kategoriserar arten globalt som sårbar.
Artens utbredningsområde är Guatemala. Inga underarter finns listade i Catalogue of Life.